# Церква святого апостола Івана Богослова (Кобзарівка)
Церква святого апостола Івана Богослова в Кобзарівці — парафія і храм греко-католицької громади Залозецького деканату Тернопільсько-Зборівської архієпархії Української греко-католицької церкви в с. Кобзарівка Тернопільського району Тернопільської области.

## Історія церкви
Греко-католицька громада заснована в 1906 році, тоді ж було збудовано і храм. До 1946 року парафія і церква належали до УГКЦ. Протягом 1946–1990 років громада перебувала у складі московського православ'я, а храм у цей період діяв лише частково, з дозволу влади, на великі релігійні свята. У 1990 році парафія повернулася в лоно УГКЦ.
У 2006 році єпископську візитацію парафії здійснив Василій Семенюк. У церкві зберігаються мощі святого Йосафата Кунцевича.
При парафії діють спільноти: Марійська дружина, братство Матері Божої Неустанної Помочі та «Матері в молитві». На території парафії встановлено два хрести, фігуру Матері Божої та фігуру святого Антонія.

## Парохи
- о. Вільгельм Белкот,
- о. Петро Івахів (1922 - 1946),
- о. Михайло Чайковський (1990—1994),
- о. Григорій Зозуляк (1994—1995),
- о. Андрій Дуткевич (1995—1996),
- о. Володимир Заболотний (1996—1997),
- о. Григорій Мисан (1997—2004),
- о. Олег Кожушко (з 2004).